# 字儿洞石刻
字儿洞石刻，位于中国青海省湟源县大华乡窑洞村，为青海省市县级文物保护单位，公布日期为2000年10月18日，类型为石窟寺及石刻。
字儿洞石刻的历史年代为清。